# Ramon Vinader
Ramon Vinader (Vic, 1833 - 1896) fou un advocat i polític català. Establert a Madrid, fou membre fundador de l'Associació de Catòlics d'Espanya, per tal de defensar la unitat catòlica d'Espanya i de la que en fou secretari juntament amb Cándido Nocedal, amb qui va promoure els Estudios Católicos. Defensor del carlisme, fou diputat a Corts el 1867 i posteriorment fou elegit diputat a Corts a les eleccions generals espanyoles de 1869 i a les de 1871 pel districte de Vic dins les files de la Comunió Catòlico-Monàrquica. Col·laborà al diari El Siglo Futuro i va donar suport la Tercera Guerra Carlina.

## Obres
- Biografía del señor don Carlos Luis María de Borbón y de Braganza, Conde de Montemolín : abraza la historia de la guerra civil en los años 1847, 1848 y 1849 (1855)